# Bride of Vengeance
Bride of Vengeance je americké historické filmové drama z roku 1949, režírované Mitchellem Leisenem a s Paulette Goddard, Johnem Lundem a Macdonaldem Careym v hlavních rolích. Film produkovala a distribuovala společnost Paramount Pictures a jeho děj je zasazen do období italské renesance. Původně byl do filmu obsazen Ray Milland, ale roli odmítl, což vedlo studio k jeho desetitýdennímu pozastavení činnosti.

## Děj
Bratr Lucrezie Borgie, Cesare Borgia, nechá zavraždit jejího druhého manžela, prince Bisceglie, aby ji mohl provdat za Alfonsa I. d’Este, vévodu z Ferrary, jehož dobře bráněná území leží mezi papežským státem Borgiů a Benátkami, které chce Cesare dobýt. Cesare zajistí, aby Lucrezia věřila, že za vraždu může Alfonso, a podněcuje ji k pomstě vůči novému manželovi. Když se však ukáže, že jed, který mu podala, byl zneutralizován a že vrahem jejího druhého manžela byl ve skutečnosti Cesare, Lucrezia se obrátí proti svému bratrovi a pomůže Alfonsovi bránit Ferraru proti Caesarově armádě.
Cesare se nakonec stáhne a zabije Michellotta, který chtěl v boji pokračovat. V závěrečné scéně si hlavní pár připíjí na svou lásku.

## Obsazení
- Paulette Goddard – Lucrezia Borgia
- John Lund – Alfonso I. d’Este, vévoda z Ferrary
- Macdonald Carey – Cesare Borgia
- Albert Dekker – Vanetti
- John Sutton – princ Bisceglie
- Raymond Burr – Michelotto
- Donald Randolph – Tiziano
- Charles Dayton – Bastino
- Anthony Caruso – kapitán stráží
- Dick Foote – nedbalý strážce
- William Farnum – Conti Peruzzi
- Kate Drain Lawson – Gemma
- Nicholas Joy – komorník
- Fritz Leiber – Filippo
- Rose Hobart – paní Eleanora
- Douglas Spencer – falešný lékař
- Nestor Paiva – starosta
- Frank Puglia – Bolfi
- Houseley Stevenson, Robert Greig, Don Beddoe – radní
- Billy Gilbert – Beppo

## Přijetí
V recenzi pro Los Angeles Times napsal Philip K. Scheuer: „Ti lidé… si z těch rolí nedělají legraci a neklamou sami sebe; jsou na to příliš chytří. Vědí, že je to propadák, a uvízli v něm – ale jako poslední možnost se snaží zaujmout publikum tím, co v tom samo uvidí – satiru, historii, melodrama nebo jen možnost sednou si na hodinu a půl. Z tohoto pohledu 'Bride of Vengeance' možná obstojí. Je to lepší než koukat na prázdnou zeď.“
Bosley Crowther z New York Times napsal, že: „Slečna Goddard hraje Lucrezii jako dámu z módního salónu, s uhlazeností a svůdností modelky na přehlídce spodního prádla…“ a o postavě Alfonsa řekl: „John Lund působí jako slušný americký šprýmař převlečený na maškarní ples.“ Recenzi zakončil slovy: „Bride of Vengeance je očividná maškaráda.“
John M. Coppinger v The Washington Post uvedl, že film je „jednoduchá, ryzí a neokrášlená úniková zábava. Jako umělecké dílo si neklade žádné nároky. Je to okázalé představení nesmyslů… O historickou přesnost se film vůbec nesnaží.“ Dodal, že režisér Leisen „do filmu, který mohl snadno skončit jako propadák, vnesl mnoho komiky.“
Mae Tinee z Chicago Daily Tribune označila kostýmy (od Mary Grant) za hlavní přednost filmu.